# Epic Pooh
 (novembre 2018).
Epic Pooh (1978) est un article de l’écrivain de science-fiction Michael Moorcock portant sur l’Epic Fantasy, et plus particulièrement sur l’Epic Fantasy pour enfants. 
Moorcock y critique en particulier Le Seigneur des anneaux de J. R. R. Tolkien pour son idéologie conservatrice et pour n’être que de la littérature d’évasion.
Écrit à l’origine pour la British Science Fiction Association, Eric Pooh a été révisé et inclus dans le livre de Moorcock Wizardry and wild romance (1989).

## Résumé
Moorcock critique un groupe d’écrivains célèbres, comprenant Tolkien, C. S. Lewis et Richard Adams. Sa critique est à la fois littéraire (il leur reproche une certaine pauvreté de style) et politique. Il les accuse alors de donner dans une forme de « romance pervertie » qu’il identifie au Torysme, lequel, selon lui, se caractérise par son parti pris anti-technologique, anti-urbain qui tend finalement vers la misanthropie et se complait dans l’évocation idyllique d’une vie rurale depuis longtemps disparue. Ce qui serait l’essence même de l’idéologie bourgeoise, méfiante envers le progrès et les changements politiques.
Le titre vient d’une remarque de Moorcock selon laquelle les écrits de Tolkien, Lewis, Adams et autres ont quelque chose en commun avec Winnie the Pooh (Winnie l’Ourson) de A. A. Milne, un autre auteur qu'il critique : il s'agit d'une fiction destinée à (ré)conforter plutôt qu'à remettre en question.
L’écrivain M. John Harrison, qui faisait partie de la nouvelle vague de science-fiction anglaise en même temps que Moorcock, a exprimé des vues similaires sur la Fantasy de Tolkien et sur l’Epic Fantasy en général, qu’il accusait d’être une littérature d’évasion refusant de se colleter avec le monde et ses réalités.
A contrario, Moorcock défend une série d’auteurs dans leur démarche, parmi lesquels : Terry Pratchett, Ursula K. Le Guin et Alan Garner.

### Révision
La révision du texte de Moorcock fait mention de nouveaux auteurs tels que Rowling et abandonnent ceux dont les noms seraient moins familiers aujourd'hui (À la croisée des mondes de Philip Pullman est aussi recensé alors que cette trilogie a été publiée après la révision de l’article).
Par exemple, on a dans l'original «... sont réussis. C'est le style de Sorrell and Son de Warwick Deeping, du Steinbeck dans ce qu’il a de pire, ou, sous une forme plus sophistiquée... ». Et dans la version révisée : «... sont réussis. C’est le style de nombreux best-sellers britanniques et américains oubliés, de livres pour enfants bien connus, comme The Wind in the Willows, qu’on peut entendre dans des fictions régionalistes, ou, sous une forme plus sophistiquée... »